# Anari (queso)
El Anari es un queso de suero fresco y suave producido en Chipre. Aunque es mucho menos conocido que otros quesos chipriotas (como por ejemplo el halloumi), ha empezado a ganar popularidad recientemente. Uno de los principales productores industriales de la isla ganó una medalla de oro con su Anari en los World Cheese Awards de 2005 en el Reino Unido.

## Producción
El suero de leche usado suele ser un subproducto de la elaboración de otros quesos más duros, normalmente del halloumi o kefalotyri. El suero se calienta gradualmente hasta 65 °C en una olla grande. Puede añadirse una pequeña cantidad (5–10%) de leche de cabra u oveja a esta temperatura para mejorar la calidad del producto final. Se lleva entonces a ebullición mientras se remueve. A 80–85 °C empieza a formarse unas pequeñas cuajadas quebradizas de Anari que se retiran con una espumadera o un colador a un recipiente que permite escurrirlas más, cortándose luego en cubos de unos 10 cm de lado. Sin contar el escurrido, el proceso lleva aproximadamente una hora.

## Variantes
En su forma simple producido como se indica arriba, el Anari tiene un color parecido al de la tiza y una consistencia muy blanda, pareciéndose en muchos sentidos al requesón, el mizithra o el cottage. A menudo se le añade sal y se seca a fuego suave (antiguamente se hacía dejándolo al sol), madurándolo más para obtener una variante extremadamente dura e imperecedera.

## Usos culinarios
- Si no se va a curar, el Anari debe consumirse justo tras su elaboración, al ser muy perecedero. La mayoría de los chipriotas lo toman para desayunar mezclado con siropes (normalmente a base de algarrobo) o miel.
- El bourekia es un plato chipriota tradicional consistente en pasteles con varios rellenos a base de Anari (salados y dulces).
- Los pasteles de queso son parecidos al bourekia pero con una corteza de masa filo.
- El Anari seco es demasiado duro para cortarlo, por lo que siempre se ralla y se usa para guarnecer platos de pasta o espesar salsas.

## Información nutricional
100 g de Anari fresco producido industrialmente tiene una composición típica de:
- Grasa: 15 g
- Carbohidratos: 2 g
- Proteínas: 11 g
- Energía: 195 kcal
- Colesterol: 80 mg